# Station Callenelle

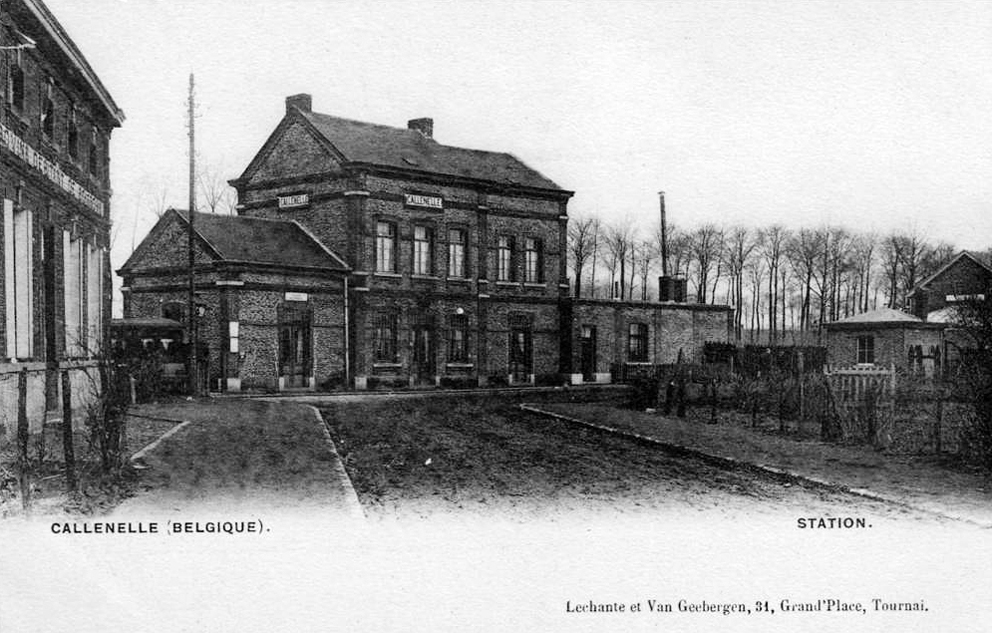
Station Callenelle omstreeks 1900

Station Callenelle is een spoorwegstation langs spoorlijn 78 (Doornik - Saint-Ghislain) in Callenelle, deelgemeente van de stad Péruwelz. Het is nu een stopplaats.

## Treindienst
| Serie       | Treinsoort          | Route                                             | Bijzonderheden                                            |
| ----------- | ------------------- | ------------------------------------------------- | --------------------------------------------------------- |
| P 7560/8560 | Piekuurtrein (NMBS) | Bergen – [ Quiévrain ] / [ Callenelle – Doornik ] | Rijdt alleen op werkdagen.                                |
| P 7580/8580 | Piekuurtrein (NMBS) | Aat – Bergen – Callenelle – Doornik               | Rijdt alleen op werkdagen. Een trein verder naar Doornik. |
| P 7860/8860 | Piekuurtrein (NMBS) | Bergen – [ Quiévrain ] / [ Callenelle – Doornik ] | Rijdt alleen op werkdagen.                                |

## Reizigerstellingen
De grafiek en tabel geven het gemiddeld aantal instappende reizigers weer op een week-, zater- en zondag.
| Tabel: aantal instappende reizigers station Callenelle | Tabel: aantal instappende reizigers station Callenelle | Tabel: aantal instappende reizigers station Callenelle | Tabel: aantal instappende reizigers station Callenelle |
|                                                        | Weekdag                                                | Zaterdag                                               | Zondag                                                 |
| ------------------------------------------------------ | ------------------------------------------------------ | ------------------------------------------------------ | ------------------------------------------------------ |
| 1977                                                   | 167                                                    | 27                                                     | 18                                                     |
| 1978                                                   | 169                                                    | 37                                                     | 22                                                     |
| 1979                                                   | 140                                                    | 44                                                     | 30                                                     |
| 1980                                                   | -                                                      | -                                                      | -                                                      |
| 1981                                                   | 120                                                    | 16                                                     | 10                                                     |
| 1982                                                   | 134                                                    | 25                                                     | 35                                                     |
| 1983                                                   | 151                                                    | 40                                                     | 31                                                     |
| 1984                                                   | 61                                                     | -                                                      | -                                                      |
| 1985                                                   | 53                                                     | -                                                      | -                                                      |
| 1986                                                   | 55                                                     | -                                                      | -                                                      |
| 1987                                                   | 64                                                     | -                                                      | -                                                      |
| 1988                                                   | 56                                                     | -                                                      | -                                                      |
| 1989                                                   | 39                                                     | -                                                      | -                                                      |
| 1990                                                   | 25                                                     | -                                                      | -                                                      |
| 1991                                                   | 48                                                     | -                                                      | -                                                      |
| 1992                                                   | 44                                                     | -                                                      | -                                                      |
| 1993                                                   | 40                                                     | -                                                      | -                                                      |
| 1994                                                   | 38                                                     | -                                                      | -                                                      |
| 1995                                                   | 20                                                     | -                                                      | -                                                      |
| 1996                                                   | 31                                                     | -                                                      | -                                                      |
| 1997                                                   | 27                                                     | -                                                      | -                                                      |
| 1998                                                   | 32                                                     | -                                                      | -                                                      |
| 1999                                                   | 39                                                     | -                                                      | -                                                      |
| 2000                                                   | 25                                                     | -                                                      | -                                                      |
| 2001                                                   | 23                                                     | -                                                      | -                                                      |
| 2002                                                   | 29                                                     | -                                                      | -                                                      |
| 2003                                                   | 29                                                     | -                                                      | -                                                      |
| 2004                                                   | 32                                                     | -                                                      | -                                                      |
| 2005                                                   | 41                                                     | -                                                      | -                                                      |
| 2006                                                   | 39                                                     | -                                                      | -                                                      |
| 2007                                                   | 35                                                     | -                                                      | -                                                      |
| 2008                                                   | -                                                      | -                                                      | -                                                      |
| 2009                                                   | 32                                                     | -                                                      | -                                                      |
| 2010                                                   | -                                                      | -                                                      | -                                                      |
| 2011                                                   | -                                                      | -                                                      | -                                                      |
| 2012                                                   | 24                                                     | -                                                      | -                                                      |
| 2013                                                   | 13                                                     | -                                                      | -                                                      |
| 2014                                                   | 24                                                     | -                                                      | -                                                      |
| 2015                                                   | 26                                                     | -                                                      | -                                                      |
| 2016                                                   | 18                                                     | -                                                      | -                                                      |
| 2017                                                   | 13                                                     | -                                                      | -                                                      |
| 2018                                                   | 20                                                     | -                                                      | -                                                      |
| 2019                                                   | 12                                                     | -                                                      | -                                                      |
| 2020                                                   | 13                                                     | -                                                      | -                                                      |
| 2021                                                   | -                                                      | -                                                      | -                                                      |
| 2022                                                   | 11                                                     | -                                                      | -                                                      |
| 2023                                                   | 28                                                     | -                                                      | -                                                      |
| 2024                                                   | 19                                                     | -                                                      | -                                                      |

0,0: Saint-Ghislain ·
2,6: Boussu-Haine ·
4,6: Hautrage ·
8,4: Ville-Pommerœul ·
11,1: Harchies ·
14,6: Blaton ·
16,5: Basècles-Groeven ·
20,3: Péruwelz ·
25,3: Callenelle ·
28,5: Maubray ·
32,5: Antoing ·
35,2: Vaulx ·
39,0: Doornik